# Grootsporig oorzwammetje
Het grootsporig oorzwammetje (Crepidotus bresadolae) is een schimmel in de familie Crepidotaceae. Het leeft saprotroof op dood hout van loofbomen (twijgen en stammen) op voedselrijke grond. Soms komt het ook voor op rottende bladeren. Het veroorzaakt witrot. Komt leeft in groepen vooral in de late herfst.

## Kenmerken

### Uiterlijke kenmerken
Hoed
De hoed heeft een diameter van 5 tot 15 mm. Het is niervormig of halfbolvormig, dun en aan de zijkant bevestigd. De hoedranden zijn naar boven gericht. De kleur is wit. Het oppervlak is droog en bedekt met een laag zachte haren die al dan niet gematteerd zijn. Het is niet hygrofaan. De buitenrand is iets naar binnen gerold. In tegenstelling tot vergelijkbare soorten blijft het oppervlak lange tijd puur wit. Alleen bij oude exemplaren wordt het okerbruin.
Lamellen
De lamellen verspreiden zich radiaal vanaf de plaats waar de hoed aan de grond vastzit. Ze zijn wit, dun, zeldzaam en gekarteld. Ze worden alleen donkerder bij oudere exemplaren.
Steel
De steel is klein en alleen aanwezig bij zeer jonge exemplaren.
Geur en smaak
Het vlees is dun, wit, met een milde smaak en onduidelijke geur.

### Microscopische kenmerken
De basidiosporen zijn 7–11 × 4,5–6 µm groot, ellipsoïde van vorm, gemarkeerd met zeer kleine vlekken en geelachtig tot geelachtig bruin onder microscopisch zicht. Basidia zijn 4-sporig en meten 27–32 × 6–7 µm. Pleurocystidia zijn afwezig. Cheilocystidia zijn 22–63 × 3–12 µm, cilindrisch en zwellend in het midden of flesvormig. De hyfen hebben een diameter van 4 tot 7 µm. Het generatieve weefsel onder het hymenium (subhymenium) is parallel gerangschikt. De cuticula (de buitenste laag van het vruchtlichaam) is gemaakt van dicht verweven hyfen, verbonden met een plukje kleurloze, lange, slanke (2,5 tot 5 µm diameter) hyfen. Er zijn geen gespen in de epicuticulaire hyfen, maar wel op de hyfen van het tomentum aan de basis van de pileus.

## Verspreiding
In de Pacific Northwest is bekend dat het groeit op bomen uit de genera Abies, Acer en Populus.
In Nederland komt het grootsporig oorzwammetje zeldzaam voor.